# 林金丞
林金丞（1984年—）是出生在台灣台北市的馬林巴演奏家與作曲家。林金丞從國中到高中這段期間，都是以小提琴作為主修，到了高二便轉修打擊樂，高中還沒畢業就前往澳洲繼續攻讀學業。除了演奏名聲享譽國際之外，也是國內外相當罕見的一位具有特殊天分的音樂家。林金丞在作曲方面創作了超過五十首的馬林巴木琴獨奏曲。像是《Flying》、《Wind》、《April Sky》、《Kaleidoscope》等等。目前任教於比利時魯汶藝術大學與省立伯恩藝術學校。擔任荷蘭 ADAMS 與法國 Resta-Jay 打擊樂器代言人。

## 學習生涯
- 2002年在澳洲國立大學讀書，跟隨蓋瑞．法蘭斯學習。
- 2003年在昆士蘭音樂學院讀書，跟隨凱文．曼學習。
- 2003-2006年在比利時安特衛普音樂學院完成學士學位，跟隨路德維希．艾伯特學習
- 2008年在比利時安特衛普音樂學院完成碩士學位
- 2009-2011年在克羅埃西亞的薩格勒布國立音樂學院學習敲擊樂
- 2019年比利時安特衛普大學完成表演藝術博士學位[1]

## 獎項
- 於2004年獲得比利時國際木琴大賽最佳傑出青年獎及獨奏獎第3名[2]
- 於2007年獲得了歐洲獨奏家大獎賽首獎
- 英國伯明翰第四屆歐洲銅管與敲擊樂器國際大賽木琴冠軍及最佳表演大獎[3]

## 著名作品
- 《山中迴聲》[3]
- 《風》 馬林巴琴獨奏曲
- 《四月天》 馬林巴琴獨奏曲
- 《萬花筒》 馬林巴琴獨奏曲
- 《維納斯》[4]
- 《巴黎聖母院》馬林巴琴獨奏與敲擊樂四重奏 (馬林巴琴第三協奏曲)
- 《竹姬物語》(馬林巴琴第五協奏曲)[5]
- 馬林巴琴第一協奏曲 (一個世界、一個夢想、愛)